# NGC 3671
NGC 3671 ist eine kompakte Galaxie vom Hubble-Typ C mit aktivem Galaxienkern im Sternbild Großer Bär. Sie ist schätzungsweise 807 Millionen Lichtjahre von der Milchstraße entfernt und hat eine Ausdehnung von etwa 210.000 Lichtjahren. Vom Sonnensystem aus entfernt sich die Galaxie mit einer errechneten Radialgeschwindigkeit von näherungsweise 18.000 Kilometern pro Sekunde.
Das Objekt wurde am 9. April 1793 von Wilhelm Herschel entdeckt.

## Galaktisches Umfeld
| Nr. | Galaxie          | Alternativname          | Rek           | Dek           | Distanz/asec |
| --- | ---------------- | ----------------------- | ------------- | ------------- | ------------ |
| →   | NGC 3671         | LEDA/PGC 35149          | 11h25m52.546s | +60d28m46.46s | 0            |
| 1   | LEDA/PGC 2601668 | 2MASX J11253558+6024093 | 11h25m35.574s | +60d24m10.00s | 305.37       |
| 2   | LEDA/PGC 2602009 | NSA 37368               | 11h26m43.491s | +60d25m42.46s | 419.60       |
| 3   | LEDA/PGC 2604413 | NSA 27408               | 11h26m10.749s | +60d36m17.56s | 470.58       |
| 4   | LEDA/PGC 35071   | UGC 6423                | 11h24m49.950s | +60d36m27.70s | 653.30       |
| 5   | LEDA/PGC 2603810 | 2MASX J11271541+6033353 | 11h27m15.488s | +60d33m35.81s | 677.16       |
| 6   | LEDA/PGC 2605067 | NSA 27407               | 11h26m36.270s | +60d39m21.10s | 711.76       |
| 7   | LEDA/PGC 2602132 | 2MASX J11273138+6026143 | 11h27m31.423s | +60d26m14.84s | 746.62       |
| 8   | LEDA/PGC 2603302 | NSA 27414               | 11h24m11.357s | +60d31m21.86s | 763.41       |
| 9   | LEDA/PGC 2602265 | NSA 37367               | 11h27m52.216s | +60d26m52.72s | 892.25       |